# Hans Caspar von Bothmer

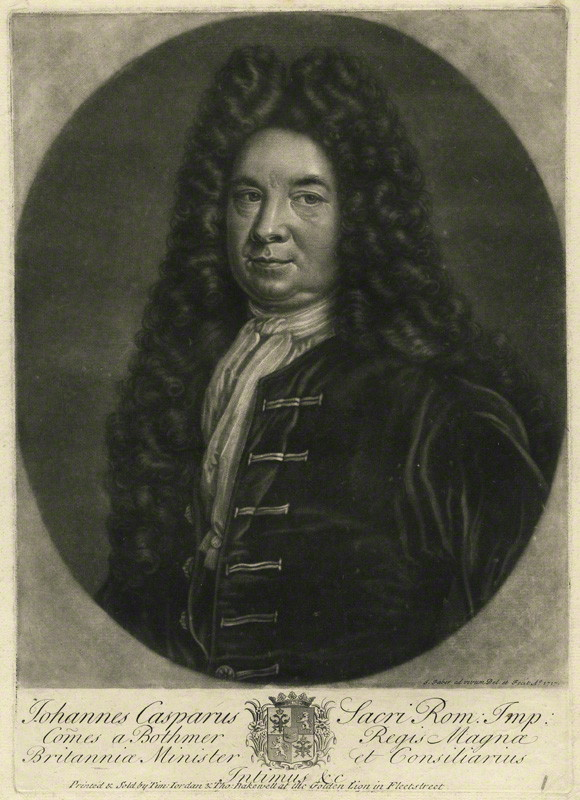
Hans Caspar von Bothmer (1717)

Johann Caspar Graf von Bothmer, auch Johann Kaspar von Bothmer (* 31. März 1656 in Lauenbrück; † 6. Februar 1732 in London) war ein kurhannoverscher und britischer Diplomat und Minister.

## Leben

### Herkunft
Er stammte aus der niedersächsischen Adelsfamilie Bothmer, einem niederen Landadelsgeschlecht. Seine Eltern waren Freiherr Julius August von Bothmer (1620–1703) und dessen Ehefrau Margarethe Eleonore, geborene von Petersdorff (1638–1729). Sie war eine Tochter des Geheimen Rats und Oberhauptmann zu Harburg Hans von Petersdorff und der Eleonore von Thun. Sein Vater war braunschweigischer Geheimer Rat, Hofrichter in Celle sowie Landdrost von Lauenburg.

### Karriere
Bothmer wurde 1682 an den Hof des braunschweig-lüneburgischen Teilfürstentums Calenberg in Hannover gerufen und war Hofjunker der Prinzessin Sophie Dorothea. Ab 1683 war er Diplomat in hannoverschen Diensten, zuerst auf Missionen in Dänemark und Frankreich. Von 1685 bis 1690 vertrat er den hannoverschen Hof als Gesandter in Berlin, von 1690 bis 1696 in Wien und von 1696 bis 1698 sowie von 1700 bis 1701 in Den Haag. Daneben war er immer wieder auf Sondermissionen zwischen diesen Städten sowie in Paris. 1696 wurde er gemeinsam mit seinen Brüdern und seinem Vater zum Reichsfreiherren ernannt, 1713 zum Reichsgrafen erhoben. Ab 1711 war er nur mehr in London tätig. Dort sorgte Bothmer maßgeblich dafür, dass der hannoversche Kurfürst Georg Ludwig im Jahr 1714 in Personalunion als Georg I. König von Großbritannien wurde. 
Bothmer blieb bis zu seinem Tod 1732 in London und war der wichtigste Berater des Königs, so war er Erster Minister für die deutschen Angelegenheiten. Seinen Dienstsitz hatte er seit 1720 in Westminster in der Downing Street 10 und leitete die Deutsche Kanzlei.
Nun in den höheren Adel aufgestiegen und mit den damit verbundenen finanziellen Möglichkeiten ließ er von 1726 bis 1732 durch Johann Friedrich Künnecke das Schloss Bothmer als Familiensitz für sich, Frau und Tochter im Klützer Winkel erbauen. Dessen Fertigstellung erlebte er nicht mehr. Zudem erwarb Bothmer in der Region bis 1731 zehn Güter, unter anderem Elmenhorst, Brook und Christinenfeld.

### Familie
Bothmer heiratete am 17. Juni 1684 in Hannover Sophie Ehrengard von der Asseburg (1668–1688), die Tochter des Christoph Christian von der Asseburg (1639–1675) und der Gertrud von Alvensleben (1640–1691). Das Paar hatte folgende Kinder:
- Ernst August (1685–1687)
- Sophie Charlotte (1688–1695)

Nach dem Tod seiner ersten Frau heiratete er am 28. Dezember 1696 Gisela Erdmuthe von Hoym (* 23. Juni 1669; † 17. Januar 1741). Das Paar hatte eine Tochter:
- Sophie Charlotte (* 21. Oktober 1697; † 14. September 1748)

⚭ Graf Heinrich II, von Reuß zu Ober-Greiz (* 4. Februar 1696; † 17. November 1722)
⚭ Graf Georg Wilhelm von Erbach-Erbach (* 19. Juli 1686; † 31. Mai 1757)
Über seine Tochter Sophie Charlotte ist Graf von Bothmer Vorfahre diverser Königshäuser Europas. So der Niederlande über Emma von Waldeck und Pyrmont, von Schweden und Dänemark über Gustav VI. Adolf, Norwegen und Belgien über Carl von Schweden sowie Spanien über Christina von Österreich.